# جبل صاي
جبل صاي، أحد الجبال الواقعة في منطقة السكوت ، في جزيرة صاي ، يبلغ إرتفاعه 275 ي، أبذلك يحصل الجبل على المركز ال 21 من حيث إرتفاعي، أيث أن الجبل الحاصل على المركز الأول كأكبر جبل إرتفاعًا في ديار السكوت هو جبل عمارة البالغ إرتفاعه 702 م . وجبال السكوت مكونة من ٢٤ جبل .